# Avannaata
Avannaata (grónsky Avannaata Komunia, zastarale Avánâta) je kraj v Grónsku. Vznikl 1. ledna 2018 zánikem kraje Qaasuitsup a jeho rozdělením na kraje Avannaata a Qeqertalik. Tento kraj zahrnuje území bývalých obcí Ilulissat, Qaanaaq, Pituffik, Upernavik a Uummannaq a území bývalých krajů Kitaa a Avannaa. Hlavním městem je Ilulissat, další města jsou Uummannaq, Upernavik a Qaanaaq. Kraj má rozlohu asi 552 700 km2 a celkem 10 785 obyvatel.

## Města a osady v Avannaatě
1. Ilulissat (4603 obyvatel)
2. Uummannaq (1325 obyvatel)
3. Upernavik (1059 obyvatel)
4. Qaanaaq (634 obyvatel)
5. Kullorsuaq (460 obyvatel)
6. Tasiusaq (266 obyvatel)
7. Saattut (234 obyvatel)
8. Ikerasak (229 obyvatel)
9. Upernavik Kujalleq (198 obyvatel)
10. Nuussuaq (192 obyvatel)
11. Innaarsuit (171 obyvatel)
12. Qaarsut (162 obyvatel)
13. Aappilattoq (162 obyvatel)
14. Kangersuatsiaq (161 obyvatel)
15. Ukkusissat (151 obyvatel)
16. Saqqaq (150 obyvatel)
17. Qeqertaq (117 obyvatel)
18. Illorsuit (75 obyvatel)
19. Nuugaatsiaq (70 obyvatel)
20. Savissivik (59 obyvatel)
21. Naajaat (59 obyvatel)
22. Ilimanaq (56 obyvatel)
23. Nutaarmiut (44 obyvatel)
24. Siorapaluk (42 obyvatel)
25. Niaqornat (38 obyvatel)
26. Oqaatsut (36 obyvatel)
27. Qeqertat (26 obyvatel)
28. Kangerluk (22 obyvatel)
29. Ikerakuuk (2 obyvatelé)